# ایتن جوآن
ایتن جوآن (انگلیسی: Ethan Juan؛ زادهٔ ۸ نوامبر ۱۹۸۲) بازیگر. و مدل اهل تایوان است.
از فیلم‌هایی که وی در آن نقش داشته است، می‌توان به مونگا و علائم خشم اشاره کرد.